# Palazzo Astengo

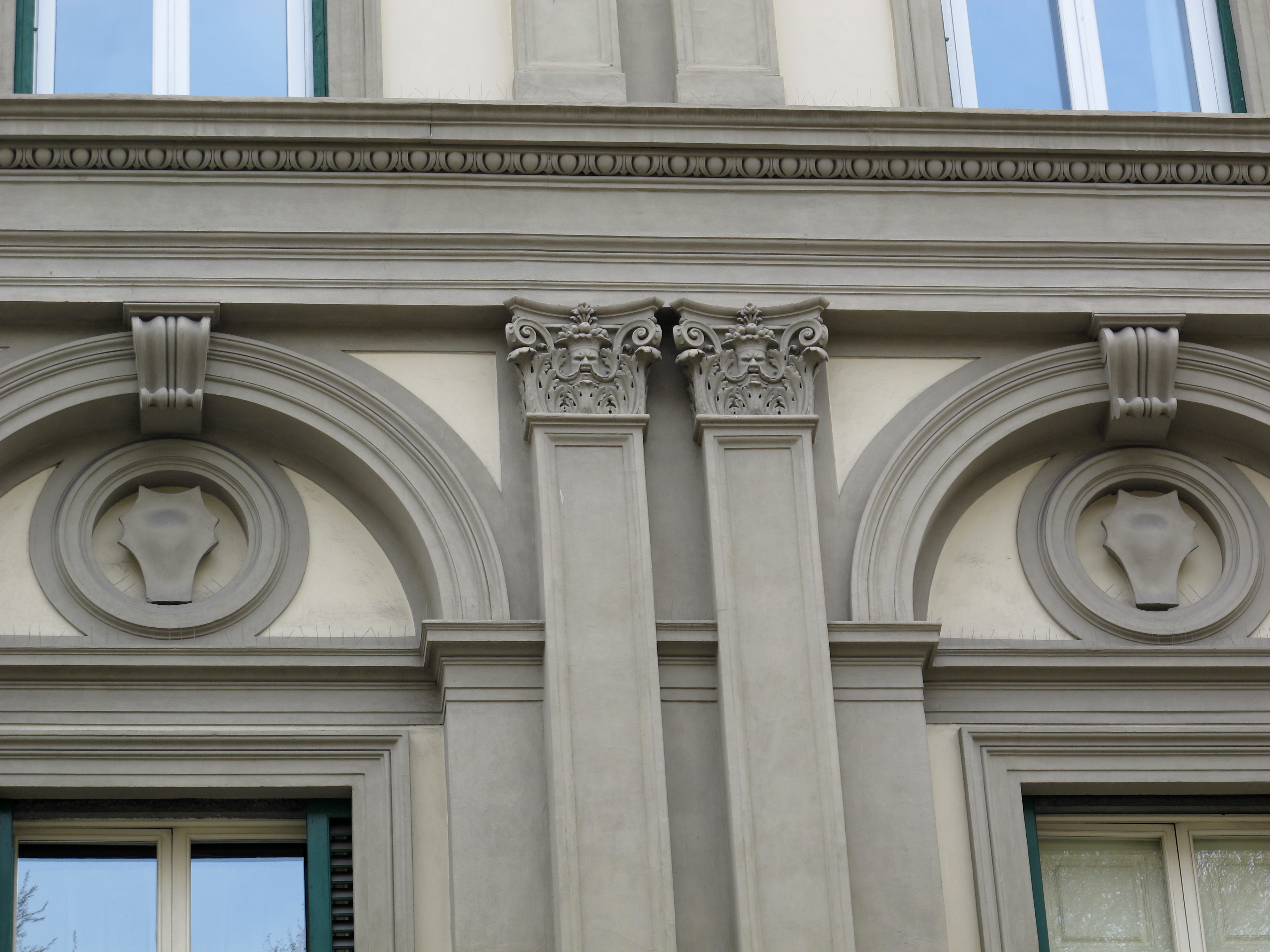
Dettaglio

Il palazzo Astengo è un edificio di Firenze, situato in piazza d'Azeglio 23-24.

## Storia e descrizione
Il palazzo fu eretto su commissione del senatore Giacomo Astengo e progetto dell'architetto Vincenzo Micheli, tra il 1870 e il 1871. Con il trasferimento della capitale a Roma e il conseguente cambio di residenza del proprietario, l'edificio fu acquistato da Pitagora Marabottini Marabotti, per essere rivenduto nel 1887 a Giovanni Cini che lo tenne fino alla morte, avvenuta nel 1930. Acquistato dal conte Guglielmo Guerrini nello stesso anno è rimasto alla famiglia fino al 1950, quando è pervenuto ai Donzelli Ricceri.
Si tratta di un ulteriore esempio di stile di Giuseppe Poggi tra i molti che offrono le palazzine affacciate sulla piazza. In questo caso il fronte dell'edificio si dispiega per tre alti piani organizzati su cinque assi, caratterizzandosi per i portoni posti lateralmente e per il lungo terrazzo che collega i tre finestroni centrali al primo piano, secondo uno schema che in più occasioni ricorre nelle ville erette lungo la nuova cerchia di viali nell'ultimo quarto dell'Ottocento. Da notare l'uso della pietra serena per gli elementi decorativi di pregio. "Risalgono sicuramente all'ultimo decennio dell'800 le decorazioni a tempera del soffitto della grande sala del primo piano dove troneggia al centro, incorniciata da un grande occhio a rilievo di stucco che apre uno squarcio di cielo dipinto, la figura di una fanciulla incoronata d'alloro e adagiata su di un trono di nuvole a rappresentare il Trionfo della Poesia. Il resto del soffitto è dipinto a strisce a colori alternati a simulare una preziosa stoffa da parati, tranne agli angoli dove quattro ovali ospitano attraverso le figure di quattro fanciulli le allegorie della musica, della pittura, della danza e del teatro" (Ulisse Tramonti).